# 小川清彦 (天文学者)
小川 清彦（おがわ きよひこ、1882年10月2日 - 1950年1月10日）は、明治から昭和期にかけての天文学者・暦学者。日本における古天文学の創始者と言われている。『日本書紀』における暦日記載の成立過程を解析した。

## 生涯
東京府（現：東京都）出身。小川の家は稲葉一鉄公の頃から従ってきた稲葉家臣で家老も5人輩出し稲葉姓も賜った重役の家柄であったが、稲葉恒通公のお世継ぎ騒動で直系先祖である稲葉（本姓小川）弥七兵衛成正が御預となって以後は没落していた。父は臼杵藩士50石取り馬廻役となっていた頃に生まれた小川邦臣で、貢進生として東京に行きそのまま陸軍に勤めていた。母は臼杵藩三番家老、村瀬庄兵衛の娘のマサ。
清彦は次男として生まれているが戸籍上に長男は存在せず、家督も1920年に相続しているため事実上の長男といえる（そのため、文献によって長男であったり次男であったりと表記が混乱している）。
小川は17歳頃に中耳炎の悪化で聴力を失う。そのため官学への入学は不可能であり、このことは後に帝大出身者が主流である天文台の中で大きな役に就けないという結果をもたらし、平山清次教授との確執にも少なからず影響を与えた。聾者でも入学可能であった東京物理学校に、多分1899年に入学するが、授業には出ずもっぱら自宅で勉強し、常に首席であった。1902年、20歳の時に同校を卒業。独学で英語・ドイツ語・フランス語に通じた。卒業後、その能力を評価されて東京天文台に技手として採用されて1944年に定年退官するまでの42年間在職したが、低い身分での採用であり、暦計算室で地味な仕事に終始した。墓所は多磨霊園。

## 暦学研究
天文台での業務とは関係のない暦学研究を独自に進め、日本天文学会の機関誌『天文月報』第24巻第4号（1931年4月）に「看聞御記に見えた新月の観測と三正綜覧の一誤謬」を投稿して、後崇光院の日記『看聞日記』と内務省作成の長暦『三正綜覧』の暦日のずれを明らかにしたのを機に暦学の専門家として知られるようになった。また、測地学委員会嘱託として暦の編纂事業と潮汐の研究にあたった。また、宣明暦の研究に尽力したり、語学力を生かして天文月報での翻訳の仕事もしていた。

### 『日本書紀』の日付の捏造の証明
日本書紀の記述中、干支のついた暦日記事は総数899件を数える。現代の学問の常識からいって、紀元前7世紀の日本にこんなキチンとした暦日がおこなわれていたとは疑わしい。もしおこなわれていたとすれば、それはいかなる暦法によっていたかが、古暦研究上の問題となる。
小川は『日本書紀』の暦法を西暦450年頃を境に以前を儀鳳暦（麟徳暦）、以後を元嘉暦と考えれば、日本書紀に記載された3箇所の平月を閏月に修正するだけで、『日本書紀』の暦日が全て解明できることに気付き、1938年頃に論文「日本書紀の暦日について」の大略を書いた。
小川の学説を要約すると、つぎのようになる。
1. 神武天皇（西暦紀元前7世紀）以降、紀元後5世紀までの間に、「書紀」に載る月朔干支は「書紀」の編纂（完成はA.D.720年）にあたって、陰陽寮の暦博士らが、「儀鳳暦」の算法を使って古代に遡って逆算して求めた数値であり、古代の日本にそのような暦が行用されていたわけではなかった。
2. 儀鳳暦は本来「定朔法」（日月の天球上運動をそれぞれ不等速とする）をとる暦法であるが、「書紀」編纂当時の暦算家は逆算の手間をはぶくために、より簡単な「経朔法」（日月の天球上運動をそれぞれ等速と仮定する）を採用して算定した。
3. 紀元5世紀以降の暦日の編纂に当たっては、紀元6世紀に輸入されていた元嘉暦の算法を使って算定した。元嘉暦はもともと経朔法による簡単な算法による暦法である。
4. 上記のような2種類の暦法を使い分けしたと設定すると、「書紀」に載っているすべての月朔干支は上記暦法の結果と一致する。ただし、3件だけ[11]は月名の前に「閏」字を補う必要がある[12]。これは「書紀」成本の際に誤って閏字が脱落したのであろう。

儀鳳暦は元嘉暦よりも新しい暦法である。つまり、日本書紀の暦日のうち古い時期（西暦450年頃以前）のものは新しい儀鳳暦によって記述され、新しい時期（西暦450年頃以降）の暦日は古い元嘉暦によって記述されたことになる。これは日本書紀の暦日が2つの異なるグループによって記述されたことを強く示唆する。したがって、小川の学説が明らかになれば『日本書紀』に記された暦日が後世になって捏造されたことが明確になることから、当時の皇国史観と抵触する可能性があったために天文台の平山清次教授などにより発表を断念させられた。
第二次世界大戦敗戦による皇国史観崩壊によって、1946年8月にようやく「日本書紀の暦日について」をガリ版刷り40ページの私家版でわずかな関係者に配り、評判を得る。正式な発表を勧められた小川は「日本書紀の暦日について」を元にした論文「日本書紀の暦日の正体」を執筆するが、結局発表されることのないまま1950年1月10日に没する。

### 評価
斉藤国治は、「まことに小川氏は、身体上の不利と学閥上の不遇と時代の困難との三重苦にもめげずに、その知能を全開して一生を走り抜いた偉人であった。」と評している。
「日本書紀の暦日の正体」は神田茂が入手し所蔵していた原稿を、大谷光男が歴史部分を省略して筆写したものが年代学叢書１「天文・暦・陰陽道」岩波書店（1995）に活字化された。斉藤国治は、「小川は自らの寿命の残りを見極めた上で八方破れの論壇を張っている。この怨念をふくんだ文章の対象はH博士（平山清次教授）である。学説の対立であるから、研究発表者は冷静な態度であるべきであるが、小川氏の態度はそれを逸脱した悪罵に満ちていて、非礼である。小川氏としては止むにやまれぬ叫びであったのか。」と述べている。
小川の説は、内田正男らによって支持されて通説となり、『日本書紀』及び神武天皇紀元の研究に大きな影響を与えた。古天文学を推進した斉藤国治は小川に対し「世に優れた研究がその時代の思想に合わず弾圧をうけた例」として、ガリレオ・ガリレイを引き合いに出して評している。

## 著作集
- 小川清彦著作集『古天文・暦日の研究ー天文学で解く歴史の謎ー』、編著・斉藤国治（皓星社 1997年8月15日）ISBN 4-7744-0020-3 C0021